# Cadolingi
I Cadolingi furono una famiglia comitale feudale toscana, di probabile origine longobarda, attestati dalle fonti documentarie tra il 923 e il 1113.
Secondo alcuni storici deriverebbero da un singolo ceppo familiare comune con altre due famiglie comitali che ebbero ruolo importante nella storia toscana: i Della Gherardesca ed i Guidi (quelli che tentarono ai tempi di Matilde di Toscana con Guido Guerra I di elevarsi a dinastia ducale toscana).

## Storia
Ebbero il titolo di conti di Pistoia e di Fucecchio ma i loro feudi si trovavano presso la Val di Pesa, le Colline di Lari nelle Colline Pisane, il Valdarno a sud-ovest di Firenze e in Mugello. 

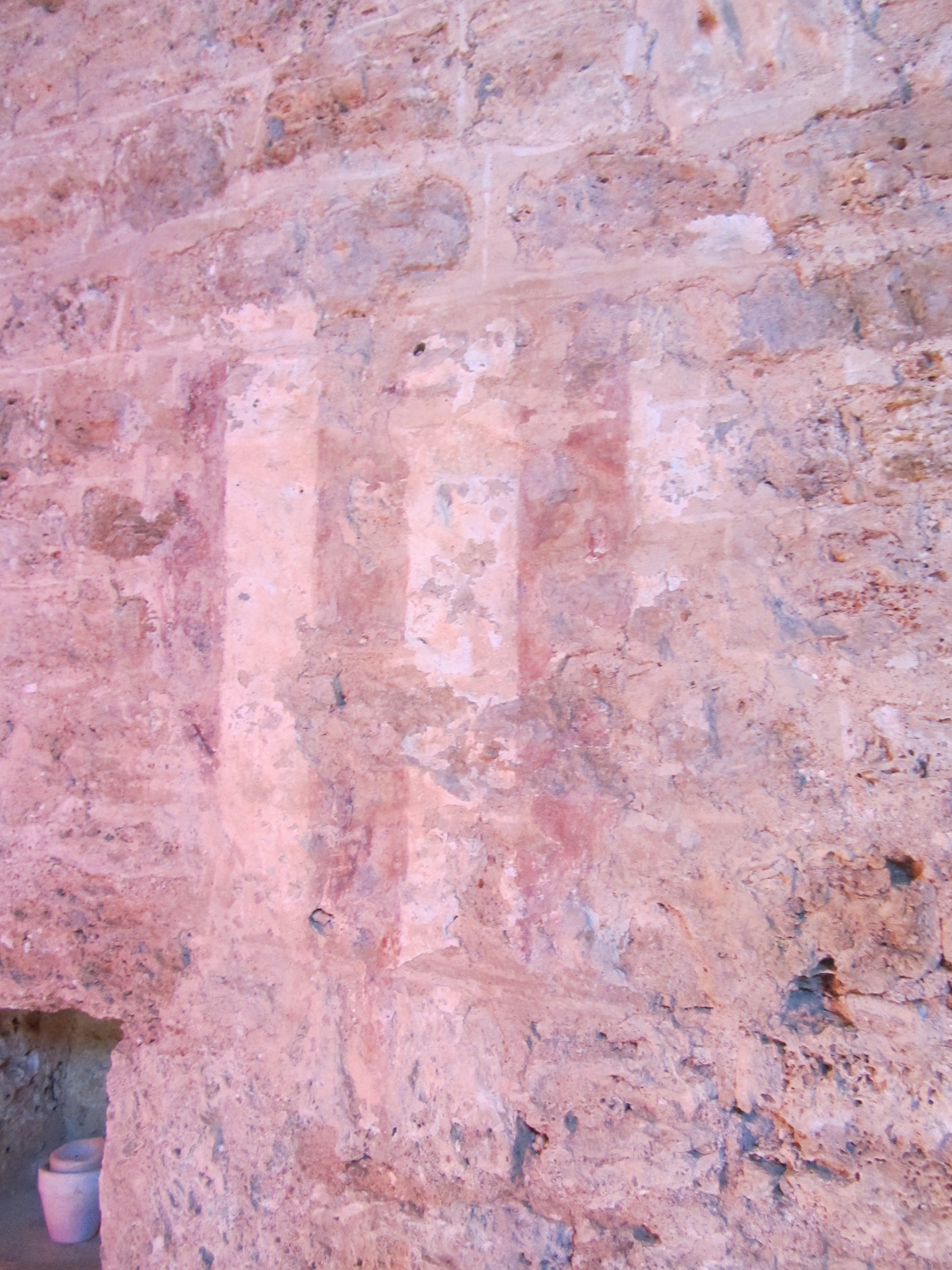
Affresco a soggetto araldico, che potrebbe essere ricondotto ai Cadolingi, simile allo stemma di Ugo II di Toscana, situato nella chiesa di San Martin del Colle a Casciana Terme Lari, territorio appartenuto ai Cadolingi.

Parteciparono attivamente alle lotte religiose in Toscana. Inizialmente il loro appoggio andò al partito riformista sostenitore del papato, tanto che Lotario dei Cadolingi pose la Badia a Settimo quale centro della diffusione dei princìpi riformisti in Toscana.
In seguito si schierarono dalla parte di Ugo II di Toscana, capo del partito filoimperiale.
La famiglia si estinse nel 1113 con Ugo detto Ugolino, la cui eredità confluì in vari altri casati, tra i quali quello degli Upezzinghi, gli Alberti e i Guidi.
La famiglia fondò numerosi castelli, affiancandoli a monasteri nei territori posseduti: rimane oggi una torre del castello di Salamarzana a Fucecchio (l'attuale Torre Grossa del parco Corsini), il monastero di San Salvatore (Fucecchio) sul Poggio Salamartano a Fucecchio,  l'abbazia di San Salvatore a Settimo, presso Scandicci e la badia e chiesa di Santa Maria a Morrona nei pressi di Terricciola e Casciana Terme Lari.
La famiglia Gangalandi subentrò ai Cadolingi nel dominio di Lastra a Signa.
Una tradizione storiografica ottocentesca, basata su un documento che si è rivelato successivamente un falso moderno, fa risalire ai Cadolingi le origini dei Buonaparte.